# Доза сир Водабл
Доза сир Водабл (фр. Dauzat-sur-Vodable) насеље је и општина у централној Француској у региону Оверња, у департману Пиј де Дом која припада префектури Исоар.
По подацима из 2011. године у општини је живело 93 становника, а густина насељености је износила 6,2 становника/km². Општина се простире на површини од 14,99 km². Налази се на средњој надморској висини од n.c. метара (максималној 1.252 m, а минималној 677 m).

## Демографија
| 1962. | 1968. | 1975. | 1982. | 1990. | 1999. | 2011. |
| ----- | ----- | ----- | ----- | ----- | ----- | ----- |
| 181   | 130   | 103   | 79    | 77    | 76    | 93    |

График промене броја становника у току последњих година